# Наша страна (газета, Израиль)
«Наша страна» — первая израильская газета на русском языке. Издавалась с 1968 по 2002 год в Тель-Авиве. Изначально была еженедельником, в первой половине 1980-х годов и после начала большой алии в 1990 году газета выходила ежедневно.

## История
Газета «Наша страна» на русском языке была основана 1968 году в рамках Объединённой издательско-полиграфической компании, принадлежавшей партии МАПАЙ (позднее партии Авода). Компания сконцентрировала в своих руках значительную часть иноязычной прессы Израиля с целью содействовать интеграции новых репатриантов. Компания также служила органом партийной пропаганды во время предвыборных кампаний. Во главе компании стоял Шабтай Гиммельфарб, исполнявший функции генерального директора газет на румынском, венгерском, русском, польском, немецком языках и газеты «Лецте Найес» на идиш. Он же был главным редактором газет «Наша страна» на русском языке и «Новины Курьер» на польском. Редакция каждой из газет состояла из небольшого числа сотрудников, часть их публикаций составляли перепечатки из израильской и иностранной прессы. Одним из первых сотрудников газеты была Циля Клепфиш, проработавшая в газете с 1969 по 1987 год.
В 1974 году «Наша страна» поглотила своего единственного конкурента — русскоязычную газету «Трибуна». Работавший тогда в «Трибуне» журналист Георг Мордель вспоминает, что новый издатель обязался оставить у себя всех сотрудников закрывшейся газеты, но обстановка в редакции была неприятная («с подсиживанием, с доносами») и он предпочёл другую работу.
В период массовой иммиграции в 1990-е годы и расцвета рынка русской прессы редакция «Нашей страны» пополнилась многими талантливыми сотрудниками. Газета в эти годы связана с такими именами как Давид Кон, Виктор Топаллер, Виктория Мунблит, Йосеф Шагал, Леонид Белоцерковский, Эфраим Ганор, Александр Гордон, Марк Галесник, Михаил Горин. Согласно Алеку Эпштейну в эти годы в Израиле образовалась благоприятная почва для русскоязычной прессы, которая бы отвечала «запросам читателей, а не служила рупором» политиков.
В середине 1990-х годов газета была куплена медиагруппой «Новости недели». После покупки «Новости недели» обратились в суд, требуя от партии Авода возместить ущерб, причинённый сокрытием информации об убыточности проданной ею газеты. 

В 2002 году владельцы газеты решили её закрыть.

## Приложения к газете
- «Пятница» — еженедельное литературное приложение
- «Звенья»
- «Час пик»
- «Знак времени»